# Kara Mustafa
Pacha Kara Mustafa de Merzifon (Merzifon 1634 – Belgrade 25 décembre 1683), ou Merzifonlu Kara Mustafa Pacha, est un militaire et grand vizir ottoman qui se distingua en Europe orientale.

## Biographie
Né en 1634, dans la ville de Merzifon (en Turquie actuelle, non loin de la Mer Noire), Mustafa Köprülü est le fils d’un sipahi (soldat ottoman). Son caractère taciturne lui aurait valu le surnom de « Kara » (sombre). Adopté dans son jeune âge par la famille Köprülü (d'où son nom), il devient le messager d’Ahmed Köprülü, vizir de Damas. Après plusieurs distinctions, il est nommé commandant des troupes du pachalik de l'Archipel (Cezayir-i bahr-i Sefid adaları Akdeniz) en 1663.
En 1672, lors de la guerre contre la Pologne, il remporte une victoire décisive, permettant à l'Empire d’annexer la région de Podolie. Plus tard, d’autres victoires permettent de prendre la région des cosaques dans le sud de l’Ukraine. En 1676, à la mort du grand vizir, Kara Mustafa lui succède.

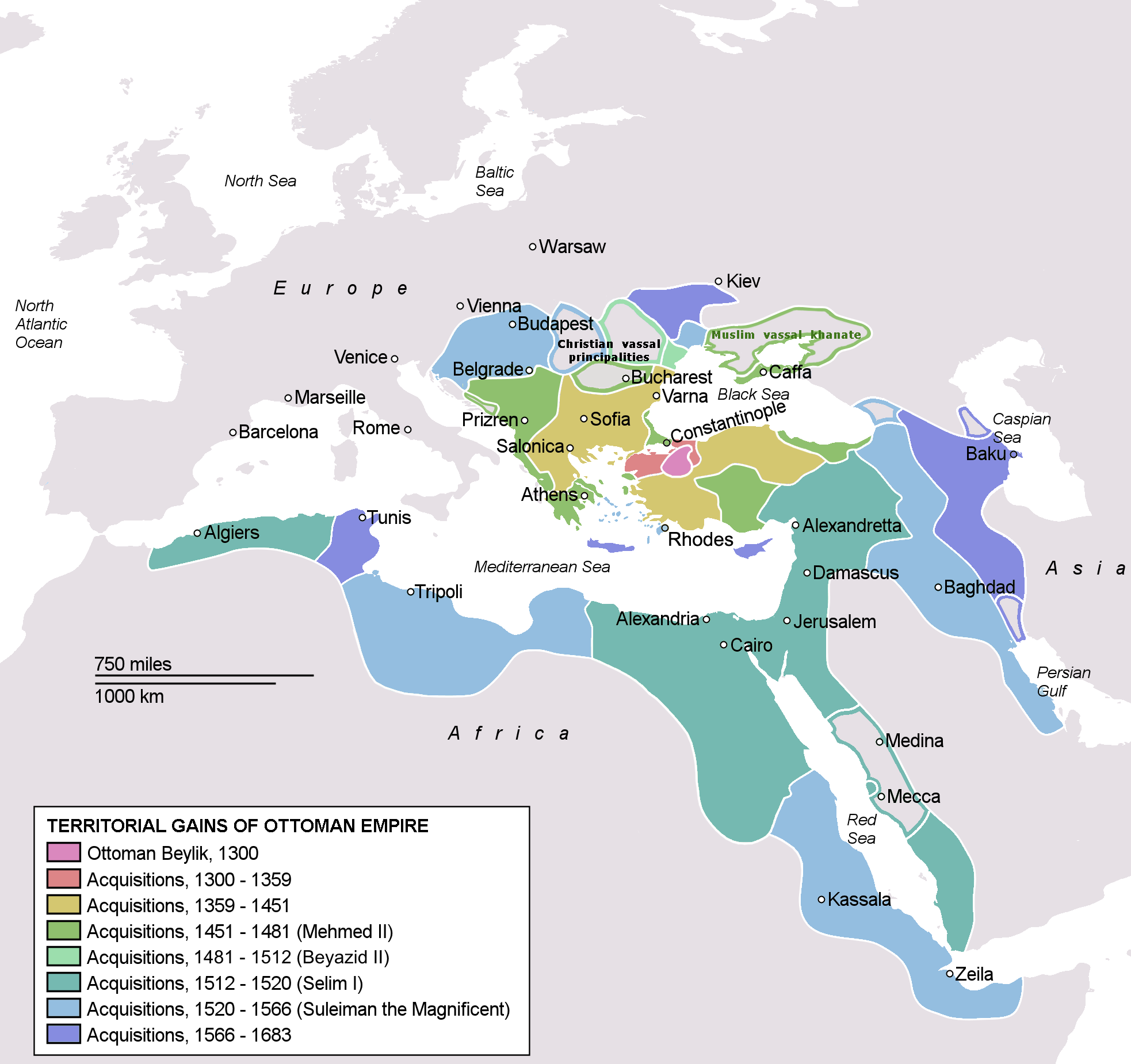
Expansion de l'Empire ottoman en 1683.

Dès 1681, les évènements tournent au désavantage du nouveau grand vizir. Les Cosaques se révoltent et la région est bientôt abandonnée à la Russie. En 1683, la guerre contre les Habsbourg tourne, malgré le long siège de Vienne, au profit des Autrichiens et de leurs alliés polonais conduit par Jean III Sobieski, lors de la bataille de Vienne du 12 septembre 1683. Les Ottomans se retirent en Hongrie et renoncent définitivement à prendre la capitale de l’empire d'Autriche, mettant un terme définitif aux tentatives d'invasion de l'Europe occidentale par les forces musulmanes.
Cette défaite coûte la vie au grand vizir, qui est étranglé le 25 décembre 1683, à Belgrade, par les janissaires sur ordre du sultan ottoman Mehmed IV. Sa tête est apportée à Andrinople où elle repose toujours.
Il laisse une fondation pieuse (waqf) à Merzifon, une des plus importantes de l'empire, qui est administrée par ses descendants jusqu'en 1976.